# Erechthias capnitis
Erechthias capnitis är en fjärilsart som beskrevs av Turner 1918. Erechthias capnitis ingår i släktet Erechthias och familjen äkta malar. Inga underarter finns listade i Catalogue of Life.